# 紫金山第2彗星
紫金山第2彗星（しきんさんだいにすいせい、英語: 60P/Tsuchinshan）は、紫金山天文台で公転周期6.58年の周期彗星である。中国南京の紫金山天文台で1965年1月11日に発見された。発見当時の見かけの等級は15であった。
同年3月4日には楕円軌道であり、公転周期は6.69年で近日点は2月9日に通過したと計算された。軌道の計算が修正された後、次に近日点を通過するのは1971年11月28日と予測された。そしてその9月19日にはカタリナ観測所の口径154cmの反射望遠鏡でエリザベス・レーマーが再発見に成功した。その後も1978年、1985年、1992年、1999年、2005年、2012年、2018年の回帰が観測され続けている。
2077年12月29日には火星に0.0685 auまで接近すると予測されている。